# ТЕЦ Нонгкае
14°22′44″ пн. ш. 100°50′14″ сх. д. / 14.37889° пн. ш. 100.83722° сх. д.
ТЕЦ Нонгкае (Nong Khae) — теплова електростанція у тайській провінції Сарабурі.
В 2000 році на майданчику станції став до ладу парогазовий блок комбінованого циклу потужністю 127 МВт, в якому дві газові турбіни потужністю по 38 МВт живлять через відповідну кількість котлів-утилізаторів одну парову турбіну з показником у 54 МВт.
Станція отримала довгостроковий контракт на викуп 90 МВт потужності державною електроенергетичною компанією Electric Generating Authority of Thailand (EGAT), тоді як надлишкова електроенергія та вироблена технологічна пара в обсягах 26 тони на годину постачались підприємствам сусідньої індустріальної зони.
Як паливо станція споживає природний газ, що подали до провінції Сарабурі ще в першій половині 1980-х років по трубопроводу Бангпаконг — Каенгкой (з 2006-го додали газопровід Вангной – Каенгкой, який з 2015-го поступився Четвертому трубопроводу).
Проект реалізували через Nong Khae Cogeneration Company Limited, засновником якої виступила Sithe Energies — дочірня структура французької Compagnie Générale des Eaux, що займається інвестиціями у енергетику поза межами Франції. В 2000-му проект викупила бельгійська енергетична компанія Tractebel, яка, втім, вже у 2002-му продала Nong Khae Cogeneration компанії Gulf Electric Public Company Limited (GEC), де власниками виступають тайська Electricity Generating Public Company Limited (EGCO, створена у середині 1990-х шляхом приватизації частини активів згаданої вище EGAT) та японські Electric Power Development (J-POWER) і Mitsui, що мають 50 %, 49 % і 1 % участі відповідно.